# Miroir d'eau
Miroir d'eau (Vandspejl) i Bordeaux er verdens største  reflekterende bassin og dækker 3.450 kvadratmeter. Bassinet er beliggende på kajen ved Garonne foran Place de la Bourse, og det blev opført i år 2006.
I forbindelse med kajenes udsmykningsopdatering i 2000'erne, blev bassinet designet af landskabskunstner Michel Corajoud.  Det blev bygget af springvandsproducenten Jean-Max Llorca og arkitekten Pierre Gangnet, der genanvendte et tidligere underjordisk lager til anlægsmaskineriet og reservoiret.
Det reflekterende bassin er lavet af granitplader dækket af 2 cm vand, og et system gør det muligt at skabe tåge hvert 15. minut.
Miroir d'eau er kun aktivt fra april til oktober, og det er det mest fotograferede sted i Bordeaux' havn.

## Galleri
- Miroir d'eau
- Miroir d'eau om natten
- Miroir d'eau misting
- Miroir d'eau og Jardin des Lumières
- Vandspil